# Генрих V (пфальцграф Рейнский)
Генрих Старший (нем. Heinrich der Ältere), также известен как Генрих Длинный (нем. Heinrich der Lange; ок. 1173/1174 — 28 апреля 1227) — пфальцграф Рейнский в 1195—1212 годах (под именем Генрих V), граф Брауншвейга с 1195 года. Представитель династии Вельфов, он был старшим из сыновей герцога Баварии и Саксонии Генриха Льва от второго брака с Матильдой Английской, дочерью короля Англии Генриха II и Алиеноры Аквитанской, старший брат императора Оттона IV Брауншвейгского. Унаследовал часть урезанных владений отца в районе Брауншвейга, а посредством брака — Рейнское пфальцграфство. Его единственный сын умер бездетным, поэтому Генрих завещал Брауншвейгские владения племяннику Оттону Дитя, ставшему родоначальником Брауншвейгского дома.

## Биография
В 1182—1189 годах он сопровождал отца в его изгнании в Нормандию и Англию. Когда в 1189 году Генрих Лев самовольно вернулся в Германию, Генрих, осенью того же года, успешно оборонял Брауншвейг от армии императора Генриха VI.
По мирному договору, заключённому в 1190 году между Генрихом Львом и императором Генрихом VI, двое его сыновей, Лотарь и Генрих, должны были стать заложниками императора.
В 1191 году Генрих с пятьюдесятью рыцарями сопровождал императорскую армию в Италию, где участвовал в безуспешной осаде Неаполя. Однако вскоре он бежал из Италии. По мнению некоторых историков причиной могли послужить слухи о том, что умерший в октябре 1190 года Лотарь был отравлен по приказу императора. Вернувшись в Германию, Генрих объявил о том, что император Генрих VI умер и предложил выбрать королём его, но успеха он не добился.
В конце 1193 — начале 1194 года тайно женился на Агнессе, дочери Рейнского пфальцграфа Конрада Гогенштауфена, брата императора Фридриха I Барбароссы, двоюродной сестре Генриха VI. В итоге в январе 1194 года Генрих Старший помирился с императором, который после смерти пфальцграфа Конрада в 1195 году передал Рейнское пфальцграфство Генриху.
Перейдя на сторону Гогенштауфенов, Генрих Старший сопровождал императора. С Генрихом VI он отправился в Сицилийское королевство. Также Генрих отправился в Крестовый поход, который собирался возглавить Генрих VI. В августе 1197 года он соединился с основной армией крестоносцев и отбыл в Акру, куда прибыл в сентябре. Однако в октябре крестоносцы узнали о смерти императора Генриха VI и Крестовый поход был отменён. В Германию Генрих Старший вернулся в 1198 году.
После того, как в 1198 году были одновременно выбраны королями Германии Оттон IV Брауншвейгский, младший брат Генриха, и Филипп Швабский, двоюродный брат жены Генриха, он первоначально поддержал брата, за что Филипп объявил о конфискации рейнского пфальцграфства. Но вскоре между братьями начались конфликты. После смерти отца в 1195 году Генрих контролировал немногочисленные оставшиеся вельфские владения в Саксонии. Однако 1 мая 1202 года по Падеборнскому договору он был вынужден отдать часть владений двум младшим братьям — Оттону и Вильгельму. За Генрихом остались Брауншвейг, Нортгейм, Эйхсфельд, Дитмаршен и Штаде. Одной из основных резиденций Генриха стал Штаде. Но основным своим владением Генрих считал рейнский Пфальц. В результате в 1203 году Генрих открыто перешёл на сторону Филиппа Швабского, за что получил Гослар и был восстановлен в правах как пфальцграф Рейнский. Сохранил он его и после смерти первой жены в 1204 году, поскольку их сын Генрих Младший был ещё мал.
После гибели Филиппа в 1208 году, Генрих признал Оттона IV королём. Пытаясь сохранить владения, Генрих воевал с тремя архиепископами, однако в итоге оказался вытеснен из области Мозеля и Среднего Рейна.
В 1212 году Генрих был вынужден уступить титул пфальцграфа сыну, однако тот умер уже в 1214 году. После этого король Фридрих II, ставший фактическим правителем Германии после битвы при Бувине, передал Рейнский Пфальц Людвигу Баварскому. В итоге Генрих был вынужден это принять, обручив с Людвигом одну из своих дочерей — Агнессу.
В 1213 году умер младший брат Генриха Вильгельм. Единственный сын Вильгельма, Оттон Дитя был ещё несовершеннолетним, так что его владения оказались под совместным управлением Оттона IV и Генриха. Из них Генрих получил обширное владение между Эльбой и Везером. А в 1218 году умер и бездетный Оттон IV. Однако Генрих не имел никаких имперских ленов, хотя иногда и называл себя герцогом Саксонии.
В июле 1219 года Генрих смог примириться с Фридрихом II, получив солидную денежную компенсацию, кроме того Фридрих назначил Генриха имперским викарием, благодаря чему он получил фактически герцогскую власть в своих владениях.
Одним из вопросов, стоявшим перед Генрихом, был вопрос наследования. Единственный сын умер без наследников, две дочери были выданы замуж, но Генрих не желал перехода владений к другому роду. Второй брак оказался бездетным. В итоге в 1223 году Генрих признал своим наследником племянника Оттона Дитя.
Генрих умер 28 апреля 1227 года и был похоронен в кафедральном соборе Брауншвейга.

## Брак и дети
1-я жена: с декабря 1193/января 1194 Агнесса Гогенштауфен (1176 — 9/10 мая 1204), дочь Конрада, пфальцграфа Рейнского, и Ирмгарды фон Хеннеберг. Дети:
- Генрих VI Младший (ок. 1196 — 25 апреля 1214), пфальцграф Рейнский с 1212; жена: с ноября 1212 Матильда Брабантская (ум. 22 декабря 1267), дочь Генриха I, герцога Брабанта, и Матильды Фландрской. Вторым браком она 5 декабря 1214 вышла замуж за Флориса IV, графа Голландии
- Ирмгарда (ок. 1200 — 24 февраля 1260); муж: с ок. 1217 Герман V (ум. 15/16 января 1243), маркграф Бадена
- Агнесса (ок. 1201 — 16 ноября 1267); муж: с мая 1222 Оттон II Светлейший (1206 — 29 ноября 1253), пфальцграф Рейна (Оттон I) с 1228, герцог Баварии с 1231

2-я жена: с 1211 Агнесса Лужицкая (ум. 1 января 1248), дочь Конрада II Ландсбергского, маркграфа Лужицкого, и Эльжбеты Польской. Детей от этого брака не было.